# امریکاس (ایندیانا)
امریکاس، ایندیانا (به انگلیسی: Americus, Indiana) یک منطقهٔ مسکونی در ایالات متحده آمریکا است که در ایندیانا واقع شده‌است.

## خصوصیات
امریکاس ۱۷۰ متر بالاتر از سطح دریا واقع شده‌است.